# Sagatta Gueth
Ne doit pas être confondu avec Sagatta Dioloff.
Sagatta Gueth est un village du nord-ouest du Sénégal, situé sur l'axe routier (R 30) qui relie Kébémer à Darou Mousty et Touba.
Sagatta se trouve dans la région historique du royaume du Cayor – le Gueth (ou Guet) étant l'une des provinces du Cayor.
La localité fait partie de la communauté rurale du même nom. C'est le chef-lieu de l'arrondissement de Sagatta Gueth, rattaché au département de Kébémer dans la région de Louga.